# Thriambus vegetata
Thriambus vegetata är en insektsart som först beskrevs av Melichar 1912.  Thriambus vegetata ingår i släktet Thriambus och familjen sporrstritar. Inga underarter finns listade i Catalogue of Life.